# 孫英勲
孫 英勲（ソン・ヨンフン、朝鮮語: 손영훈 ）は、朝鮮民主主義人民共和国の政治家。内閣事務局長、朝鮮労働党中央委員会委員などを歴任した。

## 経歴
出生地や生年月日、内閣事務局長に任命されるまでの経歴は不明。2019年8月29日に開催された最高人民会議第14期第2回会議で内閣事務局長に任命された、2019年12月28日に開催された朝鮮労働党中央委員会第7期第5回会議で党中央委員会委員に直接補選された。
2020年1月17日に死去した黄順姫朝鮮革命博物館館長の国家葬儀委員会の委員に選ばれた。
2021年1月5日から開催された朝鮮労働党第8次大会で行われた党中央委員から脱落。1月17日に開催された最高人民会議第14期第4回会議で内閣事務局長を解任された。